# Hipérpiro
Hipérpiro (em grego: νόμισμα ὑπέρπυρον; romaniz.: hyperpyron; plural: hyperpyra) foi uma moeda bizantina em uso durante o final da Idade Média, substituindo o soldo como a cunhagem de ouro do Império Bizantino.

## História

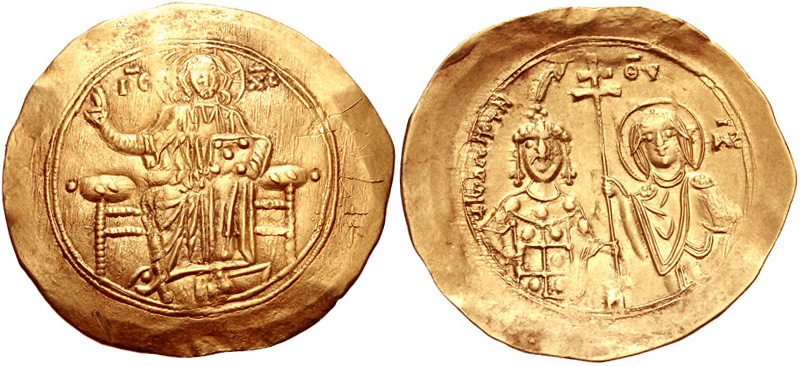
Hipérpiro de r.

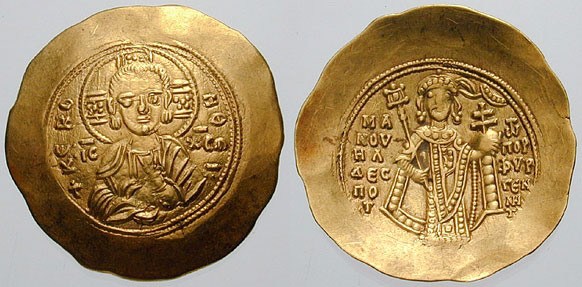
Hipérpiro de r. com a típica forma escifato

A tradicional moeda de ouro do Império Bizantino foi o soldo ou nomisma, cujo teor de ouro tinha permanecido estável em 24 quilates por sete séculos e foi consequentemente altamente valorizada. Dos anos 1030, contudo, a moeda estava cada vez mais desvalorizada, até nos anos 1080, seguindo os desastres militares e guerras civis da década anterior, seu teor de ouro foi reduzido a quase zero. Consequentemente, em 1092, o imperador Aleixo I Comneno (r. 1081–1118) realizou uma drástica revisão do sistema de cunhagem bizantina e introduziu uma nova moeda de ouro, o hipérpiro (significa "super-refinada"). Este era do mesmo padrão de peso (4.45 gramas) do soldo, mas de menor teor de ouro (20.5 quilates ao invés de 24) devido à reciclagem de moedas anteriores degradadas.
O hipérpiro permaneceu o padrão da moeda de ouro até as moedas de ouro deixarem de ser cunhadas pelos bizantinos em meados do século XIV. Também, contudo, esteve sujeita a gradual degradação: sob o Império de Niceia (1204-1261), seu teor de ouro caiu gradualmente de 18 quilates, sob Miguel VIII Paleólogo (r. 1285–1328) para 12 quilates. Ao mesmo tempo, a qualidade das moedas declinou também, e no século XIV, o peso delas estava longe de ser uniforme. Os últimos hipérpiros, e assim as últimas moedas de ouro bizantinas, foram cunhadas pelo imperador João VI Cantacuzeno (r. 1347–1352). O nome permaneceu em uso depois disso apenas como unidade de conta, dividido em 24 quilates.
O nome foi adotado de várias formas pelos europeus ocidentais (em latim: perperum; em italiano: perpero) e países eslavos dos Bálcãs (perper, iperpero, etc.)  designando várias moedas, geralmente de prata, bem como unidades de conta. Mais frequentemente no ocidente o hipérpiro foi chamado de besante, especialmente entre os mercadores italianos. No começo do período Comneno, o hipérpiro foi o equivalente de três traqueia de eletro, 48 traqueia de bilhão ou 864 tetarteros de cobre, embora com a degradação dos traqueia eventualmente veio a valer 12 traqueia de eletro e 288 para 384 traqueia de bilhão. No século XIV, o hipérpiro equivalia 12 das novas basílicos de prata, 96 torneses, 384 traqueia de cobre e 768 assaria de cobre.